# Ольнуа-ле-Валансьен (кантон)
Ольнуа-ле-Валансьен (фр. Aulnoy-lez-Valenciennes) — кантон во Франции, находится в регионе О-де-Франс, департамент Нор, округ Валансьен.

## История
Кантон образован в результате реформы 2015 года путём слияния упраздненного кантона Валансьен-Сюд и отдельных коммун кантонов Валансьен-Нор, Бушен и Денен.

## Состав кантона
В состав кантона входят коммуны (население по данным Национального института статистики Архивная копия от 23 февраля 2020 на Wayback Machine за 2017 г.):
- Авлюи (3 174 чел.)
- Артр (1 057 чел.)
- Аспр (2 739 чел.)
- Беллен (1 239 чел.)
- Вершен-Могре (1 013 чел.)
- Керенен (886 чел.)
- Ла-Сантинель (3 136 чел.)
- Мен (4 112 чел.)
- Моншо-сюр-Экайон (541 чел.)
- Обри-дю-Эно (1 679 чел.)
- Ольнуа-ле-Валансьен (7 341 чел.)
- Ольшен (2 306 чел.)
- Птит-Форе (4 877 чел.)
- Пруви (2 282 чел.)
- Рувиньи (655 чел.)
- Три-Сен-Леже (6 215 чел.)
- Тьян (2 917 чел.)
- Уази (614 чел.)
- Фамар (2 517 чел.)
- Эрен (4 135 чел.)

## Политика
На президентских выборах 2022 г. жители кантона отдали в 1-м туре Марин Ле Пен 38,5 % голосов против 21,0 % у Эмманюэля Макрона и 17,6 % у Жана-Люка Меланшона; во 2-м туре в кантоне победила Ле Пен, получившая 60,0 % голосов. (2017 год. 1 тур: Марин Ле Пен – 36,4 %,  Жан-Люк Меланшон – 22,1 %, Эмманюэль Макрон – 16,9 %, Франсуа Фийон – 11,9 %; 2 тур: Ле Пен – 55,0 %. 2012 год. 1 тур: Франсуа Олланд — 26,4 %, Марин Ле Пен — 26,3 %, Николя Саркози — 19,1 %; 2 тур: Олланд — 57,8 %).
С 2015 года кантон в Совете департамента Нор представляют бывший совета города Валансьен Жан-Клод Дюльё (Jean-Claude Dulieu) и мэр коммуны Пруви Изабель Шоэн (Isabelle Choain) (оба – Французская коммунистическая партия).
|                | Кандидаты                   | Партия                   | Первый тур | Первый тур     | Второй тур | Второй тур |
| Кол-во голосов | Кандидаты                   | Партия                   | % голосов  | Кол-во голосов | % голосов  |            |
| -------------- | --------------------------- | ------------------------ | ---------- | -------------- | ---------- | ---------- |
|                | Жан-Клод Дюльё Изабель Шоэн | Коммунистическая партия  | 7 259      | 62,06          | 7 572      | 64,14      |
|                | Аньес Варле Пьер Низоль     | Национальное объединение | 4 438      | 37,94          | 4 234      | 35,86      |

|                | Кандидаты                   | Партия                  | Первый тур | Первый тур     | Второй тур | Второй тур |
| Кол-во голосов | Кандидаты                   | Партия                  | % голосов  | Кол-во голосов | % голосов  |            |
| -------------- | --------------------------- | ----------------------- | ---------- | -------------- | ---------- | ---------- |
|                | Жан-Клод Дюльё Изабель Шоэн | Левый фронт             | 4 519      | 24,40          | 9 456      | 54,62      |
|                | Жан-Люк Лоран Кати Месс     | Национальный фронт      | 6 552      | 33,38          | 7 856      | 45,38      |
|                | Филипп Бодрен Вероник Дюпир | Правый блок             | 3 768      | 20,35          |            |            |
|                | Лоран Депань Бернадетт Сопо | Социалистическая партия | 3 680      | 19,87          |            |            |